# Vita, Manitoba
Vita är en ort i Kanada.   Den ligger i provinsen Manitoba, i den sydöstra delen av landet, 1 600 km väster om huvudstaden Ottawa. Vita ligger 301 meter över havet och antalet invånare är 415.
Terrängen runt Vita är mycket platt. Trakten runt Vita är nära nog obefolkad, med mindre än två invånare per kvadratkilometer..
Omgivningarna runt Vita är en mosaik av jordbruksmark och naturlig växtlighet.